# Alexander Jomini
Alexander Jomini (russisch Александр Генрихович Жомини; * 1814; † 1888) war ein zaristischer russischer Diplomat und Politiker.

## Leben
Alexander Jomini war der Sohn von Antoine-Henri Jomini.
Am Ende des Krimkrieges ging Jomini in besonderer Mission nach Berlin und 1861 nach Paris. Ab 1875 war Alexander Jomini Stellvertreter von Außenminister Alexander Michailowitsch Gortschakow, das Amt bekleidete er während des Russisch-Osmanischen Krieges (1877–1878).
Am 12. Juli 1888 suchte Jomini Friedrich Pourtalès, Geschäftsträger des Deutschen Reichs in Sankt Petersburg, auf und warnte, dass wenn Österreich seine provokative Politik im Balkan nicht ändern würde, dies fatale Folgen hätte.
Der Diplomat Michael Konstantin Onu (Михаил Константинович Ону, 1835–1901) heiratete die Stieftochter von Jomini und lebte im Haushalt. Die Söhne aus dieser Ehe waren:
- Andrei Onu, Geschäftsträger in Bern
- Alexander Onu (1865–1935), Historiker und Ambassador to the Court of St James’s[3]
- Konstantin M. Onu, Geschäftsträger in Washington[4]

Sie wurden am 26. November 1917 von Leo Trotzki aus ihren Posten entlassen.

## Veröffentlichungen
- Etude diplomatique sur la guerre de Crimée, 1852-1856, par un ancien Diplomate, Paris, 1874